# Bataille de Geel
Front de l'Ouest de la Seconde Guerre mondiale
Batailles
France
- Paddle
- Fusilade
- Astonia
- Dunkerque
- Wellhit
- Undergo
- Nancy
- Arracourt
- Metz (Fort Driant)

Belgique
- Moerbrugge
- Geel
- Escaut

Pays-Bas
- Market Garden
- Overloon
- Broekhuizen

Allemagne
- Forêt de Hürtgen
- Aix-la-Chapelle
- Colline du Crucifix
- Clipper
- Queen

La bataille de Geel, également connue sous le nom de bataille de la tête de pont de Geel, est une bataille opposant les troupes britanniques et allemandes près de Geel en Belgique. Elle s'est déroulée entre le 8 et le 23 septembre 1944 et fut l'une des batailles les plus importantes et les plus sanglantes de la première phase de la libération de la Belgique.

## La bataille
La première phase des combats eut lieu au canal Albert, au sud de Geel, le 7 septembre. Du côté allemand du canal se trouvait le Kampfgruppe Dreyer de la 85e division d'infanterie en voie d'être renforcé par deux régiments de la Luftwaffe.
Le 8 septembre, la 50e division (Northumbrian) attaqua à travers le canal. Après la traversée de la 69e brigade plus tard dans la soirée, la 151e brigade parvint à établir une tête de pont. Les Allemands contre-attaquèrent à plusieurs reprises, mais le matin du 9, les deux têtes de pont étaient reliées, permettant ainsi le passage des blindés. Le soir du 9, le pont Bailey permit aux chars Sherman des Sherwood Rangers Yeomanry de traverser également.

### Assaut sur Geel
Le 10 septembre, la 6e Durham Light Infantry de la 151e brigade appuyée par les Sherwood Rangers pénétra alors dans Geel. Ils prirent position autour de la place du marché, tandis que les défenseurs allemands du centre-ville se retiraient au nord de la gare ; en milieu d'après-midi, le centre ville était sécurisé.
Plus tard dans la même journée, les forces allemandes dans la zone composée des chasseurs chars d'élite Fallschirmjäger et Jagdpanther du Panzerjager-Abteilung 559 firent fait sentir leur présence par des attaques plus ou moins continues soutenues par l'infanterie. Le lendemain, une attaque appuyée infligea de lourdes pertes aux forces britanniques dans la ville et les Allemands reprirent brièvement le centre de Geel. La 151e fut contrainte de se replier sur ses positions initiales au canal Albert. Les Allemands poussèrent cependant trop loin leur contre-attaque et subirent en retour de lourdes pertes qui les contraignirent à abandonner la ville une seconde fois.
Le 12, la 50e division, gravement battue, reçut l'ordre de se retirer et de se déplacer vers le pont Joe's récemment capturé, pour libérer la division blindée des Guards pour diriger l'opération Market-Garden. Le même jour, la 50e division fut remplacée par la 15e division (écossaise).
Dans la nuit du 13 septembre, les Allemands craignant d'être encerclés et attaqués par l'arrière se replièrent derrière le canal Meuse-Escaut dans le village de Ten Aard. Les troupes de la 15e division réoccupèrent alors la ville en rencontrant qu'une faible résistance.

### Mise en œuvre d'une tête de pont
Une fois Geel repris, l'objectif suivant était de former une tête de pont sur le canal Maas-Escaut à Ten Aard afin de permettre aux Royal Engineers la possibilité de créer un pont flottant afin de transporter du matériel lourd.
Après huit jours de combats acharnés, les Écossais sécurisèrent une tête de pont qui fut à plusieurs reprises contre-attaquée par les Allemands. Tous les assauts furent repoussés mais les Écossais ne purent avancer davantage. La tête de pont ne dépassait pas 900 mètres de long et 900 mètres de large. À chaque tentative d'agrandissement de la tête de pont, les Écossais durent faire face à de lourdes contre-attaques allemandes. Les combats eurent lieu jusqu'au retrait final allemand le 23 septembre, date de la libération du village de Ten Aard.

## Conséquences
La stratégie avait changé de sorte que les opérations furent mises en œuvre en conjonction avec l'opération Market Garden. Les Allemands durent battre en retraite pour contrer la menace alliée. Dans le même temps, les Alliés durent redoubler d'efforts à l'Est pour détourner les troupes allemandes de l'offensive.
La 53e division (galloise) avait forcé une traversée du canal de Jonction près de Lommel, où elle se battit alors avec acharnement pour étendre le saillant sud d'Eindhoven. Ce fut le nouveau point de départ du XIIe corps britannique pour soutenir l'offensive Garden (terrestre). La tête de pont de Ten Aard devint sans importance après le retrait allemand et les troupes écossaises se retirèrent de la tête de pont afin de pouvoir se préparer à d'autres fronts plus à l'est.
Les pertes exactes pendant la bataille sont inconnues. Au moins 130 civils ont été tués, principalement en raison des tirs d'artillerie alliés et allemands. Le nombre total de décès est probablement compris entre 1 000 et 1 100, avec un nombre de blessés significativement plus élevé.